# أندرياس ثوركيلدسين
أندرياس ثوركيلدسين (بالنرويجية: Andreas Thorkildsen‏) مواليد 1 أبريل 1982 في كريستيانساند، هو رياضي نرويجي في سباقات المضمار والميدان متخصص في رمي الرمح. أفضل رقم شخصي له هو 91.59 م. مثل بلاده في الأولمبياد وحصل على الميدالية الذهبية. سبق أن فاز بالميدالية الذهبية في بطولة أوروبا لألعاب القوى. فاز بجائزة أفضل رياضي في النرويج وجائزة أفضل لاعب قوى في أوروبا.

## الميداليات
| الميدالية | المسابقة                       |
| --------- | ------------------------------ |
| ذهبية     | الألعاب الأولمبية الصيفية 2004 |
| ذهبية     | الألعاب الأولمبية الصيفية 2008 |
| ذهبية     | بطولة العالم لألعاب القوى 2009 |
| فضية      | بطولة العالم لألعاب القوى 2005 |
| فضية      | بطولة العالم لألعاب القوى 2007 |
| فضية      | بطولة العالم لألعاب القوى 2011 |
| ذهبية     | بطولة أوروبا لألعاب القوى 2006 |
| ذهبية     | بطولة أوروبا لألعاب القوى 2010 |

## روابط خارجية
- أندرياس ثوركيلدسين على موقع IMDb (الإنجليزية)

- أندرياس ثوركيلدسين على موقع الاتحاد الدولي لألعاب القوى (الإنجليزية)
- أندرياس ثوركيلدسين على موقع الدوري الماسي (الإنجليزية)
- أندرياس ثوركيلدسين على موقع اللجنة الأولمبية الدولية (الإنجليزية)
- أندرياس ثوركيلدسين على موقع أوليمبيديا (الإنجليزية)